# Tuš (podjetje)
Tuš holding d.o.o. je slovensko trgovsko podjetje, ki je z delovanjem začelo leta 1989 z odprtjem prve trgovine v Slovenskih Konjicah. Podjetje je ustanovil Mirko Tuš, ki je dolgo veljal tudi za najbogatejšega Slovenca, trenutni zastopnik podjetja pa je Andraž Tuš. Danes je dejavnost podjetja razširjena na zabavo, gostinstvo, rekreacijo in nepremičnine, v preteklosti pa tudi na kinematografijo, komunikacije (Tušmobil) in energetiko (Tuš Oil). Podjetje se je širilo tudi na področje držav bivše Jugoslavije.

## Trgovine
Tuš ima danes po vsej Sloveniji 260 poslovnih enot, v katerih je mesečno opravljenih preko tri milijone nakupov. To skupino Tuš uvršča med največje slovenske trgovce.
Tuš poseduje tudi specializirane trgovine:
- Tuš drogerija
- Tuš Cash&Carry

### Planet Tuš
Planet Tuš je Tušev nakupovalni center, ki združuje trgovsko, zabavno in gostinsko dejavnost. Od nekdaj skupno petih, sta zdaj odprta le dva in en Tuš center.
- Planet Tuš Celje
- Planet Tuš Novo mesto
- Tuš center Ljubljana BTC
- Planet Tuš Kranj
- Planet Tuš Koper (prodan leta 2016)
- Planet Tuš Maribor (zaprto 2020)